# Siphocampylus bonplandianus
Siphocampylus bonplandianus är en klockväxtart som beskrevs av Alexander Zahlbruckner. Siphocampylus bonplandianus ingår i släktet Siphocampylus och familjen klockväxter.
Artens utbredningsområde är Colombia. Inga underarter finns listade i Catalogue of Life.